# Йоланда Нефф
Йоланда Нефф (нім. Jolanda Neff, нар. 5 січня 1993) — швейцарська велогонщиця, олімпійська чемпіонка 2020 року.

## Виступи на Олімпіадах
| Олімпіада           | Дисципліна            | Місце |
| ------------------- | --------------------- | ----- |
| Ріо-де-Жанейро 2016 | групова шосейна гонка | 8     |
| Ріо-де-Жанейро 2016 | маунтінбайк           | 6     |
| Токіо 2020          | маунтінбайк           | 1     |

## Зовнішні посилання
- Йоланда Нефф — олімпійська статистика на сайті Sports-Reference.com (англ.) (архівна версія)